# モスクワでのドイツ人捕虜の行進
モスクワでのドイツ人捕虜の行進（モスクワでのドイツじんほりょのこうしん、ロシア語: Марш пленных немцев по Москве）は、1944年7月17日に第1、第2、第3白ロシア方面軍によって捕虜とされたナチス・ドイツの軍人ら57,600人が、ソビエト連邦首都モスクワのサドーヴォエ環状道路にて行進した出来事である。敗者の行進（ロシア語: Пара́д побеждённых）やグレート・ワルツ作戦（ロシア語: Большо́й вальс）とも呼ばれる。

## 背景
1944年夏、赤軍が実施したバグラチオン作戦の結果、ドイツ中央軍集団は大打撃を受け、ドイツ国防軍と武装親衛隊をあわせた総損失は399,102人（26,397人が死亡、109,776人が負傷、262,929人が捕虜）にのぼった。加えて、ドイツ側の軍団あるいは師団の指揮官であった47人の将軍のうち、21人が捕虜となっていた。連合国側でさえ、ドイツ軍のこれほどまでの大敗に懐疑的な者があった。そこで当局は作戦の成功を内外に示すと共に、モスクワ市民らの士気を高めることを目的に、ドイツの将軍達に捕虜を率いてモスクワの大通りを行進させようという計画を立てたのである。計画は内務人民委員部（NKVD）が主導した。捕虜の行進というアイデアを最初に提案したのが誰だったのかは明らかになっていないが、ロシアの歴史研究者の間では最高指導者ヨシフ・スターリン自身の発案という説が有力視されている。また、行進のルート上にはモスクワ市民420万人のうち12万人が暮らすのみであるため、当局は市民に対してよりは諸外国に対する宣伝効果を重視していたと言われている。
この行進を指す「グレート・ワルツ」（ロシア語: Большо́й вальс）という作戦名は、ヨハン・シュトラウス2世の生涯を題材としたアメリカのミュージカル・コメディ映画『グレート・ワルツ（英語: The Great Waltz (1938 film)）』から取られたものである。『グレート・ワルツ』は国際的に成功を収めていただけではなく、スターリンが気に入っていた映画の1つでもあったことから、内務相ラヴレンチー・ベリヤはこれを作戦名に選んだのである。
ドイツ人捕虜の中には1941年から従軍している者も多く、戦争の長期化と悪化する戦況、ドイツ側による赤軍捕虜の劣悪な取り扱いへの報復などへの不安が渦巻いていた。彼らの間では、行進の最後には全員が銃殺刑に処されるのではないかと噂されていた。
7月17日の午前7時と午前8時、モスクワの警察長官ヴィクトル・ニコラエヴィチ・ロマンチェンコがラジオで捕虜の行進に関する告知を行った。同様の告知はプラウダ紙にも掲載された。

## 行進の実施
行進に参加するドイツ人捕虜らは、モスクワ市内の中央競馬場、ディナモ・スタジアム、ジェルジンスキー師団騎兵連隊馬場馬術訓練場へと収容された。これに先立ち、捕虜らは徹底した健康診断を受け、健康かつ自力で行進できる者のみがモスクワに送られていた。消防当局は捕虜のための水を調達した。これは喉の乾きを癒やすには十分な量であったものの、身体を洗えるほどではなったので、多くは囚われた時と同じ姿、すなわちボロボロの野戦服のみをまとい、全身がひどく薄汚れたままで行進を強いられることになった。中にはズボンや靴さえ欠いている者もあった。ただし、食料に関しては普段より恵まれており、強化糧食、すなわちパンと粥、ベーコンが追加で配給されている。
7月17日午前11時までに、捕虜らは2つのグループに分けられ、1列20人として30列から成る600人ずつの隊列を組んだ。モスクワ軍管区司令官パーヴェル・アルテミエフ准将がこれを観閲した。
最初の集団（42,000人）は、レニングラツコエ高速道路、ゴーリキー通り、マヤコフスキー広場、サドヴァヤ・カレトナヤ通り、サドヴァヤ・サモテクナヤ通り、サドヴァヤ・チェルノグリャススカヤ通り、チカノヴァ通り、クールスキー駅前、カリャエフスカヤ通り、ノヴォスロボツカヤ通り、第1メシュチャンスカヤ通りというルートで2時間25分の行進を行った。この集団には将校が1,227人含まれており、そのうち将軍19人と大佐・中佐6人は勲章を飾った制服姿で行進を先導した。
第2の集団（15,600人）は、マヤコフスキー広場から反時計回りに行進を始めた。ボリシャヤ・サドヴァヤ通り、サドヴァヤ・クドリンスカヤ通り、ノビンスキー大通り、スモレンスキー大通り、ズボフスカヤ広場、クリムスカヤ通り、ボルシャヤカルガ通りを経て、モスクワ環状線小線カナチコボ駅までの4時間20分の行進を行った。
ジェルジンスキー師団や第36および第37警衛師団といったNKVD部隊の一部が捕虜の監視・護衛を担当し、シャシュカを手にした騎兵、小銃を装備した歩兵が行進に加わっていた。
行進した中には、フランスの対独協力者のみから成る隊列もあったという。
彼らは上着にトリコロールの円形章のようなものを付けていた。そして彼らが我々の前まで来て、荷台を開いたトラックの上に立っているプティ将軍を見るなり叫び始めたのだ:「フランス万歳（Vive la France）、我らが将軍！自分たちは志願したのではなく、彼らに強制されたのです。フランス万歳!」プティは一切の同情を示さなかったばかりか、唾を吐き、歯をむいて激怒した:「下種野郎めが！協力を望まなかった者は、皆われわれのもとにいる」

«Все они прикрепили к курткам какое-то подобие трёхцветных кокард, а когда поравнялись с нами и увидели генерала Пети, стоявшего в кузове грузовика с откинутыми бортами, принялись кричать: „Вив ля Франс, мой генерал! Мы не были добровольцами! Нас призвали насильно. Да здравствует Франция!“ Эрнест Пети не проявил к ним ни малейшего сочувствия. Наоборот, зло сплюнул и сказал сквозь зубы: „Мерзавцы! Кто не хотел, тот с нами“».
観衆はモスクワ市民だけではなかった。清潔な制服姿で行進を見物する英米軍人らの姿は、ボロボロの野戦服をまとった捕虜らとの対比としてニュース映画にも使われた。
行進中、ドイツ人捕虜による抵抗や脱走の試みはなかった。ベリヤはNKVDによる国防委員会への報告において、行進の最中には「ヒトラーに死を！」「ファシズムに死を！」といった反ファシズムの罵声が市民から繰り返し投げかけられたと述べた。しかし、実際に行進に居合わせた者によれば、そうした攻撃的な反応はほとんど見られなかったという。

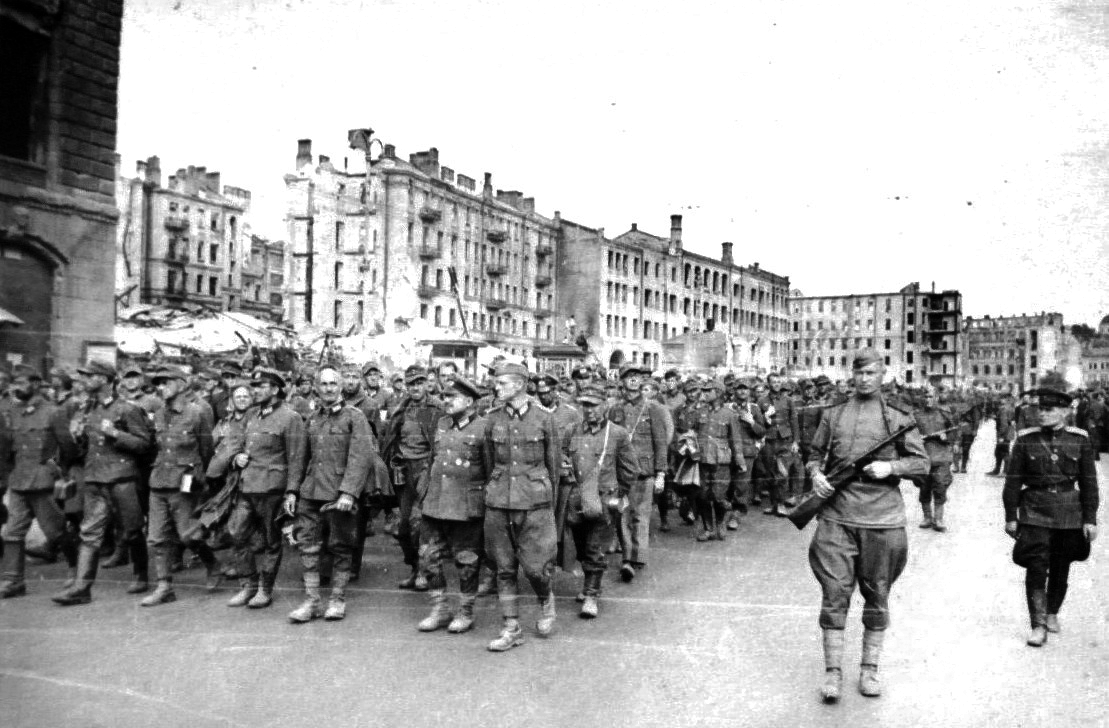
キエフでの捕虜の行進

捕虜の隊列の後ろには「ファシストが残した汚れを洗い流す」という意味合いで道路清掃用の散水車が続いていたが、これを見て驚いた市民もいたという。開戦以来、散水車を使った道路清掃は行われていなかったからである。また、騎兵と共に行進に参加した多数の馬の糞、久しぶりの食事で下痢を起こした捕虜の排泄物などが路上に残されていたため、演出上の理由を別としても道路清掃は行わなければならなかった。
午後7時までに行進は終了し、すべての捕虜は鉄道貨車でグラーグへと送られた。また、行進中に落伍した捕虜4人の手当も行われた。
1ヶ月後の1944年8月16日、同様のドイツ人捕虜の行進がキエフでも行われた。将校549人を含む36,918人の捕虜が街を行進した。

## 映画
- Документальный фильм 1944 года — Конвоирование военнопленных немцев через Москву  спецвыпуск кинохроники; операторы: И. Беляков, В. Доброницкий, М. Глидер, Р. Кармен, А. Кричевский, Ф. Короткевич, А. Каиров, Б. Небылицкий, М. Оцеп, С. Семенов, Р. Халушаков, М. Цирульников, Б. Эйберг; асс. оператора: Г. Монгловская, звукооператор: В. Котов[6]